# Marimurtra
Jardín Botánico Marimurtra eller på catalansk: Jardí Botànic Marimurtra betragtes som Europas største botaniske have for middelhavsplanter, idet den råder over et areal på 16 ha. Den ligger i byen Blanes, provinsen Gerona, i den selvstyrende, spanske region Catalonien.
Haven ligger i et klippefyldt onråde med imponerende udsigter over Middelhavet. Dens navn (mar-i-murtra = hav-og-myrte) viser en hensigt om at kombinere forskellige, eksisterende økosystemer i én og samme have.
Haven er medlem af BGCI og Asociación Ibero-Macaronésica de Jardines Botánicos. Dens internationale identifikationskode som botanisk have og som herbarium er BLAN.

## Placering
Haven ligger i comarcaet Selva, i provinsen Girona, og i et meget stejlt bjergterræn tilhørende, men udenfor selve kommunen Blanes. En del af den ligger på selve klinten ud mod Middelhavet, hvad der skaber mindeværdige udsigter over havet. Der skal betales for adgangen til haven.

## Historie
Den botaniske haves areal på ca. 16 ha blev opkøbt af dens grundlægger, Karl Faust. Selv om han var erhvervsmand, bevarede han siden sin ungdom en kærlighed til naturen, som fik ham til at købe jord ved Blanes i 1918.
Da han var blevet 50 år gammel i 1942, opgav han sit direktørarbejde og helligede sig fuldstændigt skabelsen af den botaniske have.
Fonden ”Carl Faust”, grundlagt i 1951, varetager administrationen af haven.

## Samlinger
Haven rummer ca. 4.000 plantearter, som bruges efter dens formål, der er forskning og uddannelse inden for botanikken. Derfor byder haven både på æstetisk værdi og værdifuld landskabspleje. De afdelinger, der er åbne for publikum, dækker tilsammen ca. 5 ha.
Planterne er samlet i forskellige afdelinger:
- Kaktusplanter og sukkulenter fra tørre områder i Sydafrika og Mellemamerika.
- Subtropiske planter i store størrelser: palmer, araucariaer, cycas, som giver afdelingen et præg af stor frodighed.
- Damme med samlinger af vandplanter.
- Eksotiske planter
- Lægeplanter
- Duftende planter
- En samling af bregner, som vokser i regionen Cataloniens bjerge.

## Udstyr
Den botaniske have ”Marimurtra” er en Estación Internacional de Biología Mediterránea (International station for Middelhavsområdets biologi), og har bygninger og udstyr, beregnet for de undersøgelser, der bliver udført her.
- Eksperimentalmarker
- Fagbibliotek
- Forskningslaboratorium
- Genbank
- Herbarium
- Kølerum
- Meteorologisk station

## Eksterne links
- ”Marimurtras" officielle hjemmeside – på (catalansk)
- Havens side hos BGCI – på (engelsk)

41°40′36″N 2°48′07″Ø / 41.676667°N 2.801944°Ø